# Bistota
Bistota is een geslacht van hooiwagens uit de familie Podoctidae.
De wetenschappelijke naam Bistota is voor het eerst geldig gepubliceerd door Roewer in 1927. 

## Soorten
Bistota is monotypisch en omvat slechts de volgende soort:
- Bistota horrida